# ویروس (ترانه بیورک)
«ویروس» (به انگلیسی: Virus) ترانه‌ای از هنرمند ایسلندی بیورک می‌باشد که به‌عنوان سومین تک‌آهنگ از بیوفیلیا (۲۰۱۱) منتشر شده‌است. هر قطعه در آلبوم با مضمون طبیعت همراه است. در این قطعه بیورک «روابط مرگبار» مثل رابطه ویروس و سلول را مورد بررسی قرار می‌دهد، همان‌طور که خودش در یک مصاحبه توضیح داده است: «این نوعی داستان عاشقانه میان ویروس و سلول است. و صد البته که ویروس آن‌قدر سلول را دوست دارد که آن را نابود می‌کند.»